# Diadora
Diadora je talijanski proizvođač sportske opreme. Tvrtka je osnovana 1948. godine, a proizvodne pogone ima u Italiji, SAD-u i Hong Kongu. 